# 木内晶子
木内 晶子（きのうち あきこ、1981年9月2日 - ）は、香川県を拠点に活躍する日本の女優。nanami（ななみ）名義で歌手としての活動も行っている。香川県高松市出身。身長163cm、血液型O型。nanami office 所属。

## 来歴・人物
1997年、香川県立高松西高等学校在学中に同級生の勧めにより「第1回 THE JAPAN AUDITION」に応募。19万人の中から俳優部門にて合格して芸能界入り。翌年、V6 の Coming Centuryが主演を務めたTBS系『PU-PU-PU-』にてヒロイン役でデビュー。
映画『踊る大捜査線 THE MOVIE』、『GTO』、TBS系『ケイゾク』特別篇、フジテレビ系『HERO』など話題作に出演し、2001年には朝日放送『「部長刑事シリーズ・シンマイ。」』にて、関西ローカル番組ながら主人公の新米婦人警官に挑戦した。また、同年からはテレビ朝日系『はみだし刑事情熱系』にて柴田恭兵の娘・根岸みゆき役をパート5で降板した前田愛に代わって演じたことで話題になる。
2004年には全国ネット番組として初主演となるフジテレビ系『女医・優〜青空クリニック〜』にて、北海道天売島で活躍する女性医師を演じた。その後、NHK『てるてる家族』、TBS系『砂時計』、『水戸黄門』、『ラブレター』、フジテレビ系『美しい罠』などや、2時間ドラマのゲストヒロインを中心に数多くの作品に出演している。
2011年からは俳優の要潤と一緒に香川県の観光大使「うどん県副知事」としても活躍しており、2016年6月にはその功績から「かがわ21世紀大賞」を受賞した。2016年1月、デビュー当時から所属していたイザワオフィスを独立して帰郷後にnanami officeを設立。独立後は高松を拠点に活動している。近年ではその演技力を活かした朗読劇を精力的に上演しており、nanamiという名前で歌手活動も行っている。
共立女子短期大学日本文学科卒業。特技は、歌、ダンス、バレエ、日舞。趣味は、舞台・映画鑑賞、読書。中高時代には生徒会副会長を務めていたこともあり、共演者からは真面目な努力家だと言われることが多い。また、女優の田中麗奈とは長年にわたり親交があり、2007年、26歳の誕生日にはDREAMS COME TRUEのチケットをプレゼントされたり、2016年9月の『UDONフェス2016 ～ART＆MUSIC～』に遊びに来てもらったりしたことをブログやInstagramに掲載している。

## 出演

### テレビドラマ
- PU-PU-PU-（1998年10月9日 - 12月18日、TBS） - 山口まひる 役
- L×I×V×E （1999年4月9日 - 6月25日、TBS） - 平良理佳子 役
- 賭事女王〜GAMBLE QUEEN〜（1999年10月11日 - 2000年3月27日、フジテレビ） - 高倉藍 役
- ケイゾク／特別篇（1999年12月24日、TBS） - 高成美咲 役
- 大河ドラマ「葵 徳川三代」（2000年1月 - 12月、NHK総合） - お振（徳川家光側室）役
- 金曜エンタテイメント（フジテレビ）
  - 「孫」（2000年8月4日） - 小泉聡子 役
  - 「大空港警察副署長 日暮征次郎走る」（2005年7月22日） - 石黒さつき 役
- ドラマDモード「グッド★コンビネーション」（2001年1月、NHK総合・BS2） - 藤原あずさ 役
- HERO 第8話（2001年2月26日、フジテレビ） - 真山淳子 役
- 「部長刑事シリーズ・シンマイ。」（2001年4月7日 - 10月20日、朝日放送） - 主演・沢口光 役
- D-girls アイドル探偵三姉妹物語（2001年7月11日 - 9月26日、テレビ東京） - 桜樹くるみ 役
- はみだし刑事情熱系（テレビ朝日） - 根岸みゆき 役
  - はみだし刑事情熱系6（2001年10月3日 - 2002年3月27日）
  - はみだし刑事情熱系7（2003年1月8日 - 3月19日）
  - はみだし刑事情熱系8（2004年4月14日 - 6月30日）
- ウエディングプランナー SWEETデリバリー（2002年4月10日 - 6月26日、フジテレビ） - 名波なな 役
- 恋愛偏差値 第三章 「彼女の嫌いな彼女」（2002年8月29日 - 9月19日、フジテレビ） - 伊東恭子 役
- リモート 第6話（2002年11月16日、日本テレビ） - 若菜すず 役
- NHK夜の連続ドラマ「女将になります!」 第1話（2003年3月 - 5月、NHK総合） - 矢部綾 役
- あなたの人生お運びします! 第4話・最終話（2003年5月1日・6月19日、TBS） - 有吉加奈 役
- 月曜ドラマシリーズ「盲導犬クイールの一生」 最終話（2003年7月28日、NHK総合） - 沢木亜弓 役
- 月曜ミステリー劇場（TBS）
  - 「告発弁護士シリーズ5 弁護士・猪狩文助 - 二つの遺言書 - 」（2003年8月25日） - 宮本加奈子 役
  - 「ひまわりさん～遺失物係を命ず!～」（2004年） - 小山田奈美 役
- 土曜ワイド劇場（テレビ朝日）
  - 開局45周年記念企画「法医学教室の事件ファイル18」（2003年11月8日） - 立石笙子 役
  - 「牟田刑事官事件ファイル31」（2004年4月10日） - 沢辺真理子 役
  - 「炎の警備隊長・五十嵐杜夫 4」（2006年6月17日） - 橘沙織 役
  - 「新船長の航海事件日誌」（2006年7月8日） - 和田蛍 役
  - 「人類学者・岬久美子の殺人鑑定」（2010年9月4日） - 鷹取清香 役
  - 「ミステリー作家六波羅一輝の推理2」（2012年4月21日、朝日放送） - 堂間凌子 役
  - 「逆転報道の女2」（2013年3月23日、朝日放送） - 近田明菜 役
  - 「ヤメ検の女5」（2014年12月20日、朝日放送） - 井原綾 役
- 連続テレビ小説「てるてる家族」（2003年9月 - 2004年3月、NHK総合） - 立川麻子 役
- ほんとにあった怖い話 最終話「幽霊アパート」（2004年3月20日、フジテレビ） - 主演・三崎景子 役
- 女医・優〜青空クリニック〜（2004年6月28日 - 9月24日、東海テレビ・フジテレビ系） - 主演・藤井優 役
- めだか（2004年10月5日 - 12月14日、フジテレビ） - 川嶋多英 役
- 年末時代劇特別企画「徳川綱吉 イヌと呼ばれた男」（2004年12月28日、フジテレビ） - お紺 役
- 恋する日曜日 セカンドシリーズ「東京タワー」（2005年9月4日、BS-i） - 由梨 役
- 金曜ナイトドラマ（テレビ朝日）
  - 「着信アリ」（2005年10月14日 - 12月16日） - 岡野美里 役
  - 「アンナさんのおまめ」 第4話（2006年11月3日） - 月灯ほのか 役
  - 「打撃天使ルリ」（2008年7月25日 - 9月5日） - 水上礼奈 役
- 水曜ミステリー9（テレビ東京）
  - 「内田康夫サスペンス 信濃のコロンボ事件ファイル10」（2006年1月11日） - 池野真理子 役
  - 「密会の宿5 不倫同窓会殺人事件」（2006年5月31日） - 高島巴 役
  - 「鉄道警察官・清村公三郎3 黒部峡谷トロッコツアー殺人事件」（2006年11月15日） - 谷浜郁美 役
  - 「さすらい署長 風間昭平11 みやぎ松島湾殺人事件」（2014年10月8日） - 七緒美咲 役
- 金曜ドラマ「夜王〜YAOH〜」 第8話（2006年3月3日、TBS） - 遠山祥子 役
- 美しい罠（2006年7月3日 - 9月29日、東海テレビ） - 岸野澪 役
- 恋話 〜ハナの恋物語〜（2007年2月5日 - 2月9日、テレビ朝日） - ハナ 役
- 愛の劇場「砂時計」（2007年4月20日 - 6月1日、TBS） - 月島椎香 役
- 鬼嫁日記 いい湯だな 第3話（2007年5月1日、関西テレビ） - 圭子 役
- 金曜時代劇「刺客請負人」 第5話（2007年8月17日、テレビ東京）
- 月曜ゴールデン（TBS）
  - 秋の特別サスペンス 「税務調査官・窓際太郎の事件簿16」（2007年10月1日） - 桑田美雪 役
  - 二重裁判（2009年6月1日） - 新田美智子 役
- 新春ワイド時代劇「徳川風雲録 八代将軍吉宗」（2008年1月2日、テレビ東京） - 真宮理子（徳川吉宗正室）役
- 水戸黄門（TBS）
  - 第38部 第21話「父帰る!ここは下田の湊町・下田」（2008年6月9日） - お君 役
  - 第40部 第14話「艶やかお娟の七変化!・富山」（2009年11月9日） - 立花茜 役
  - 第43部 第20話「裏切り者は誰だ!?・日光」（2011年12月5日） - 琴江 役
- 愛の劇場40周年記念番組「ラブレター」（2009年1月27日 - 2009年2月20日、TBS） - 岩村真由美 役
- 開局45周年キャンペーン"絆"「空飛ぶりぼん」（2009年3月8日、テレビ東京） - 加山（看護師） 役
- Mother（2010年6月2日、日本テレビ）
- ラストマネー -愛の値段-（2011年9月13日 - 10月25日、NHK総合) - 水谷香里 役
- ABC創立60周年記念スペシャルドラマ「境遇」（2011年12月3日、朝日放送） - 高松ひとみ 役
- 金曜プレステージ（フジテレビ）
  - 「医療捜査官 財前一二三4」（2013年11月8日） - 山根直美 役
  - 「外科医 鳩村周五郎12」（2014年2月7日） - 鎌倉恭子 役
- ラギッド!（2015年2月21日・28日、NHK BSプレミアム）
- 水戸黄門 第9話「風来坊の片想い・浄法寺」（2017年、BS-TBS） - お嶋 役

### バラエティ
- 踊る!さんま御殿!!（2002年10月22日、日本テレビ）
- いま何待ち?（2003年2月17日、24日、フジテレビ）
- ぐるっと関西おひるまえ（2004年1月16日、NHK大阪放送局）
- 孝太郎ラボ（2004年7月13日、フジテレビ）
- 空飛ぶグータン〜自分探しバラエティ〜（2005年8月17日放送、フジテレビ）
- 恋するハニカミ!（2006年3月31日・4月7日・5月12日・8月11日、TBS）
- 芸恋リアル（2006年6月19日、よみうりテレビ）
- The孝太郎（2007年2月26日、フジテレビ）
- 田舎に泊まろう!（テレビ東京）
  - 田舎に泊まろう!SP（2007年12月30日）
  - 田舎に泊まろう! 秋の3時間スペシャル（2008年9月21日）
  - 田舎に泊まろう!（2009年3月1日）
- 日本!食紀行（2013年8月18日、テレビ朝日）ナレーション

### 映画
- 踊る大捜査線シリーズ（東宝）
  - 「踊る大捜査線 THE MOVIE」（1998年、監督：本広克行） - ウエイトレス 役
  - 「容疑者 室井慎次」（2005年、監督：君塚良一） - 桜井杏子 役
- GTO THE MOVIE（1999年、東映、監督：鈴木雅之） - 藤崎加奈子 役
- AIKI（2002年、日活、監督：天願大介） - チカ 役
- 13階段（2003年、東宝、監督：長澤雅彦） - 木下友里 役
- 来訪者（2003年、ライブドア、監督：及川中） - 主演・蟻川有右子 役
- 恋人はスナイパー 劇場版（2004年、東映、監督：六車俊治） - 菅原友世 役
- アザーライフ（2006年10月公開、ディースクエアピクチャーズ、監督：赤池義洋） - 大杉葵 役
- 百年の時計（2012年10月20日(香川県先行)公開、ブルー・カウボーイズ、監督：金子修介） - 安藤美咲 役
- 満月のパレード（2014年2月）

#### さぬき映画祭 企画映画
- めおん 第二話（2010年4月公開、BOBOS、監督：野村精司） - 主演・尚子 役
- W&M（2015年2月17日さぬき映画祭2015公開、監督：梅木佳子）[2] - 北山由子の姉 役（友情出演）
- カンカンsun（2016年2月16日さぬき映画祭2016公開、監督：木山みどり） - 藤村奈緒 役（友情出演）

### ラジオ
- 青春アドベンチャー「小袖日記」（NHK-FM）2011年4月4日～4月8日、4月11日～15日 - 小袖 役
- RNCラジオ・チャリティ・ミュージックソン　メインパーソナリティー（RNCラジオ）2014・2015年

### CM
- サークルKサンクス
- 日立マクセル
- 百十四銀行
- サントリー
  - 「ごめんね。」
  - 「ダイエット生」
- アデランス「携帯でヘアチェック」（よゐこの濱口優と共演）
- エーザイ「チョコラBBピュア」
- 王子ネピア「ふんわりスリム」
- 日清食品「お茶漬けヌードル」
- ロート製薬「アルガードシリーズ」
- アコム

### その他
- ヒミツの関係〜先生は同居人〜（2010年7月、NTTドコモ Bee TV） - アナウンサー役
- 『うどん県』（香川県 2011年10月-）：栗林公園の茶店の看板娘役。香川県のPR。うどん県副知事。
- 瀬口侑希＆古村勇人 夏まつりランチショー（2016年8月21日、氷見あいやまガーデン）スペシャルゲスト
- デビュー10周年記念 古村勇人トーク＆ライブ 〜風の盆恋歌が聞こえる〜（2016年8月21日、ホテルニューオータニ高岡）スペシャルゲスト
- 木内晶子トークショー うどん県副知事が語る「美のヒミツ」（2017年2月21日、高松三越）
- サン讃かがわPLUS（2017年、岡山放送）
- 古村勇人プレミアムディナーショー15周年＋1　恩師・里見浩太朗を迎えて（2022年11月27日、ホテルニューオータニ高岡）

## 写真集
- 木内晶子写真集「水晶」（2001年8月30日　角川書店）
- SHINCHO MOOK「月刊　木内晶子」（2002年8月26日　新潮社）

## DVD
- 木内晶子「Venus in Paradice」（2000年3月17日発売　ポニーキャニオン）
- 木内晶子「木内晶子の極私的恋物語」（2002年1月23日発売　徳間ジャパン）
- 木内晶子「木内晶子の極私的休日」（2002年2月22日発売　徳間ジャパン）

## ディスコグラフィ
| 題名           | 作詞       | 作曲     | 発表年 | 備考                                          |
| 約束の桜       | 野村精司   | 中森智志 | 2011年 | nanami名義での歌唱 映画「めおん」の挿入歌     |
| 行かないで・夏 |            |          | 2011年 | nanami名義での歌唱                            |
| 風のノマド     |            |          | 2014年 | nanami名義での歌唱                            |
| ふたり時間     | 来生えつこ | 平見勇雄 | 2015年 | nanami名義での歌唱 映画「よるべしるべ」主題歌 |